# Łańcuch atomów

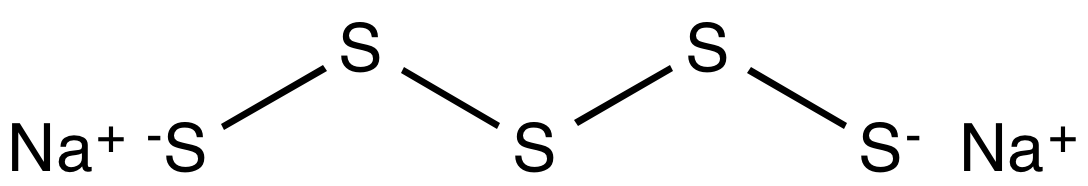
Łańcuch atomów siarki w przykładowym wielosiarczku

Łańcuch atomów – termin oznaczający dowolną grupę atomów połączonych szeregowo jeden za drugim wiązaniami chemicznymi, które tworzą razem szkielet cząsteczek chemicznych. 

Łańcuch atomów krzemu i tlenu w przykładowym siloksanie

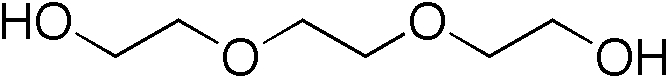
Łańcuch atomów węgla i tlenu w glikolu trietylenowym

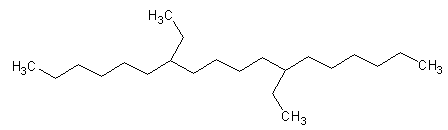
Linia łamana obrazuje łańcuch węglowy węglowodoru zawierającego łańcuch główny i łańcuchy boczne

Termin ten jest najczęściej stosowany w chemii organicznej do łańcucha atomów węgla, które tworzą zasadniczy szkielet większości cząsteczek związków organicznych. Według terminologii IUPAC wyróżnia się:
- łańcuch główny - jest to zawsze najdłuższy z występujących w cząsteczce łańcuchów atomu węgla
- łańcuch boczny - boczne odgałęzienie od łańcucha głównego, które musi być od niego krótsze.

Wyróżnianie łańcuchów głównych i bocznych występujących w cząsteczkach związków organicznych stanowi podstawę ich nazewnictwa systematycznego, które tworzy się od nazw węglowodorów, w których występuje analogiczny układ łańcucha głównego i bocznych.
Szczególnie długie łańcuchy atomów występują w polimerach, dla których Międzynarodowa Unia Chemii Czystej i Stosowanej definiuje pojęcie łańcucha, polimeru rozgałęzionego, miejsca rozgałęzienia, łańcucha bocznego i in. powiązane pojęcia.